# 柯克帕特里克·塞尔
柯克帕特里克·塞尔（Kirkpatrick Sale，1937年6月27日—），美国独立学者，新分离论理论家。主要作品有《伊甸园之后：人类统治的进化》、《反抗未来：勒德分子及他们在工业革命时期的斗争》等。